# Беркли-Пит
Беркли-Пит (англ. Berkeley Pit) — озеро, находящееся в большой яме старого медного рудника около города Бьютт, штат Монтана, США. В воде находится очень большое количество загрязняющих веществ, ядов, токсичных отходов, среди которых: медь (до 187 ppm), кадмий, мышьяк, алюминий, железо, марганец, цинк и так далее. Вода в озере имеет кислую реакцию — её водородный показатель (pH) — 2,5.
Работа на месторождении началась в 1955 году, под управлением Atlantic Richfield Company, крупнейшей нефтедобывающей компанией США. Когда рудник закрылся в 1982 году, сливные насосы были убраны, загрязнённые грунтовые воды стали медленно заполнять яму. Начиная с 1982 года уровень воды поднялся на 46 метров (150 футов). Кроме разработки медных залежей, в нём велись добычи серебра и золота.
Сегодня карьер диаметром 2,7 километра и глубиной более 500 метров заполнен водой. Объём озера — около 95 млн м³ (25 млрд галлонов), ежедневно он увеличивается на 19 тысяч м³ (5 млн галлонов). Если приток грунтовых вод сохранится на текущем уровне, то к 2020 году уровень воды в озере сравняется с уровнем грунтовых вод, что приведёт к миграции растворённых веществ в грунтовые воды и последующему загрязнению реки Кларк-Форк
Несмотря на то, что вещества из этого озера чрезвычайно ядовиты, некоторое время назад на дне озера были обнаружены новые виды водорослей и микроорганизмов, которые эволюционировали в результате борьбы за выживание. Их адаптация позволяет им весьма успешно развиваться в такой агрессивной среде. Учёные предполагают, что исследование таких организмов впоследствии поможет найти более эффективные лекарства от рака.

## Интересные факты
В 1995 году на озеро села стая гусей. Все 342 особи погибли, позже они были выловлены спасателями из воды, при этом гуси из белоснежных стали коричневато-оранжевыми. Причина гибели птиц остаётся предметом дискуссий — так Atlantic Richfield Company (ARCO) утверждает, ссылаясь на результаты исследований университета штата Колорадо, что озеро не является причиной гибели гусей — в стае были особи, больные аспергиллёзом. С другой стороны, признаки аспергиллёза были обнаружены у каждой пятой птицы, а не у всех — то есть основной причиной гибели является всё-таки состав воды.